# زیردریایی آی-۲۶
زیردریایی آی-۲۶ (به انگلیسی: Japanese submarine I-26) یک زیردریایی بود که طول آن 108.7 m (356.5 ft) بود. این زیردریایی در سال ۱۹۴۰ ساخته شد.